# Mio cognato
Mio cognato è un film del 2003 diretto da Alessandro Piva.
È una sorta di buddy movie ambientato però nelle periferie di Bari, che mette in luce alcuni degli aspetti più bizzarri della malavita barese.

## Trama
Bari, gli anni 2000. Toni e Vito, uomini molto diversi tra loro, sono cognati e vanno poco d'accordo.
Toni è un quarantenne navigato e facilone che attorno alle sue attività di piccolo imprenditore conduce un’esistenza sempre in corsa e senza orari, mentre Vito, che ha sposato la sorella di Toni, ha qualche anno di meno, un impiego qualsiasi e una vita ordinaria.
Intervenuto con la moglie Anna alla cerimonia di battesimo del figlio di Toni, Vito subisce il furto della sua automobile nuova, per la quale non ha ancora finito di versare le rate.
Compromesso il buon esito della festa, Toni si offre, indotto dalla sorella e visibilmente a malincuore, di andare a cercare l’automobile del cognato.
D’altro canto, pur di ritrovare la vettura Vito è disposto a mettere da parte il proprio orgoglio. Inizia così per i due, a bordo dell’auto di grossa cilindrata di Toni, un viaggio attraverso i più vari ambienti metropolitani, in una notte apparentemente senza fine. Vito scopre così un'altra città, governata da codici a lui sconosciuti e dei quali Toni pare avere invece assoluta padronanza. Nell’attraversare la notte gomito a gomito i due cognati imparano a diffidare di meno l’uno dell’altro, e all’alba del nuovo giorno paiono ormai camminare con lo stesso passo. Ma, nell’indifferenza della città che lentamente si risveglia, un’amara sorpresa ancora li attende.

## Produzione
Film quasi interamente girato a Bari (in particolare nella città vecchia). Alcune scene anche a Locorotondo.
In una scena si nota un chiaro riferimento al film Lacapagira.

## Colonna sonora
La colonna sonora di Mio Cognato segna la seconda collaborazione del regista Alessandro Piva con il compositore barese Ivan Iusco. Tutte le musiche originali presenti nel film sono state scritte e prodotte da Ivan Iusco, in collaborazione per le sole parti di chitarra con il chitarrista barese Nicola Cipriani.
Il brano dei titoli di coda Ora che ti conosco di Ivan Iusco, con testo scritto da Andrea Piva, è cantato da Luigi Lo Cascio.

### Elenco dei brani
1. Mio Cognato
2. Duello
3. Furto
4. Caffè nero
5. Confetti
6. Ad ovest
7. Pao
8. Zoobotich (Intro)
9. The Calling
10. Zoobotich (Full Mix)
11. L'amante
12. Scegli me (di Paolo Iaffaldano)
13. Requiem
14. Coroner
15. Ospedale
16. L'Infermiera
17. Ad ovest (Reprise)
18. L'amante (Reprise)
19. Pao
20. Ad ovest per sempre
21. Ora che ti conosco

La colonna sonora è stata pubblicata nel 2003 su CD dall'etichetta discografica Minus Habens Records / Emi Music Publishing. L’album contiene un easter egg del gruppo musicale Pooglia Tribe. Inserendo il CD in un computer è infatti possibile vedere il videoclip del brano Voglio correre, caratterizzato dal montaggio di scene inedite del film.